# Maso (aranya)
Maso és un gènere d'aranyes araneomorfes de la subfamília Erigoninae, dins de la família Linyphiidae. Es poden trobar a la zona holàrtica i el sud-est d'Àsia.
Fou descrit per primera vegada per Eugène Louis Simon l'any 1884.

## Llista d'espècies
Segons The World Spider Catalog 12.0:
- Maso alticeps (Emerton, 1909) – USA
- Maso douro Bosmans & Cardoso, 2010 – Portugal
- Maso gallicus Simon, 1894 – Europa, Algèria fins a Azerbaidjan
- Maso krakatauensis Bristowe, 1931 – Indonèsia (Krakatau)
- Maso navajo Chamberlin, 1949 – USA
- Maso politus Banks, 1896 – USA
- Maso sundevalli (Westring, 1851) (Espècie tipus) – Nortd-America, Europa, Tuquia, Caucasus, Rússia, Xina, Mongòlia, Japó